# Havoc Pennington
Robert Sanford Havoc Pennington (n. 1976) es un informático estadounidense. Trabaja actualmente en Red Hat como ingeniero jefe. Antes de estar en esta compañía, fue uno de los principales desarrolladores de Debian GNU/Linux. También ha fundado freedesktop.org.
Pennington, se graduó en 1998 en la Universidad de Chicago.
- Datos: Q2444944